# Alnus jorullensis
Alnus jorullensis — вид квіткових рослин з родини березових. Поширення: Гватемала, Гондурас, Мексика.

## Біоморфологічна характеристика
Це дерево заввишки до 30 метрів. Листя від оберненояйцеподібної до еліптичної форми, 5–12 см завдовжки, дещо шкірясте за текстурою з зубчастим краєм та залозистим знизу. Квіти — це вітрозапилювані сережки, що розпускаються рано навесні.

## Середовище
Зростає на висотах від 2800 до 3800 метрів. Він зустрічається у високогірних лісах мексиканських гір Сьєрра-Мадре-Оксиденталь, Сьєрра-Мадре-Східна та Сьєрра-Мадре-дель-Сур. Це найпоширеніша вільха, яка зустрічається на більших висотах, ніж будь-яка інша вільха в межах свого географічного поширення. Це ранній сукцесійний вид, який відновлюється та колонізує відкриті порушені ґрунти там, де інші типи лісів були знищені природними процесами, такими як зсуви, або в результаті антропогенної діяльності. Зазвичай він зустрічається на вологих ґрунтових середовищах, таких як береги струмків та річок, болота та вологі гірські схили. Зазвичай він утворює дуже густі насадження на берегах струмків або річок та болотах. Цей вид наразі не має відомих загроз або серйозних загроз. Цей вид зустрічається на великих висотах, тому зміна клімату може становити загрозу для його виживання в майбутньому.

## Використання
Цей вид має багато застосувань. Він широко використовується для лісовідновлення на порушених ділянках і широко вирощується на плантаціях по всій МезоАмериці та Південній Америці як деревина та паливна порода. Як пиломатеріали, їх заготовлюють для виготовлення ящиків для транспортування овочів, кріплень для взуття, сірникових паличок, стовпів, ручок для мітел, побутового знаряддя, фанерних серцевин та ДСП. Їх також заготовлюють на місцях для дров та виробництва деревного вугілля. Кора багата на таніни та використовується для дублення. В агролісівництві їх використовують на лісових пасовищах для забезпечення азотом, що сприяє підвищенню доступності та якості кормів, покращенню родючості ґрунту, а також вирощують разом з такими культурами, як кукурудза та боби, кава та дика ожина.